# محمد حسين علي
محمد حسين علي (بالإنجليزية: Mohammed Hussein Ali)‏ هو ضابط كيني، ولد في 1956 في إلدوريت ‏ في كينيا.